# Heraclia perdix
Heraclia perdix là một loài bướm đêm trong họ Noctuidae.